# Backdraft (gruppo musicale)
I Backdraft sono un gruppo musicale svedese southern rock, fondato nel 1997.

## Storia
Il gruppo nasce nel 1997 quando Jonas Åhlén e il chitarrista Robert Johansson iniziano a lavorare assieme. Poco dopo, si aggiungono il batterista Fredrik Liefvendahl e un secondo chitarrista David "Snejken" Nordlander.
Originariamente conosciuti col nome "Morningwood", registrano un primo demo nel 1998. Dopo aver cambiato il nome in "Backdraft", Niklas Matsson diventa il nuovo batterista e Mats Rydström il nuovo bassista. Il loro album di debutto viene pubblicato nel 2001 e porta il titolo di Here to Save You All, registrato col produttore Per Wikström e messo in commercio successivamente alla loro esibizione al Sweden Rock Festival. Nel corso di questo anno, il gruppo musicale ha suonato per la sua tournée in Europa e Svezia e partecipano a Lubecca al vEb. L'anno dopo partecipano in Spagna al "Serie Z Festival", evento trasmesso da MTV. Nel 2003 esce la versione statunitense dell'album.
Dopo alcuni conflitti interni dove alcuni membri entrano a far parte di altre formazioni come Shades of Pale, Abramis Brama e Raging Slab, motivo per cui Åhlén abbandona il gruppo, nel 2007 ritorna il cantante originario con cui viene registrato il secondo album della band The Second Coming, anticipato dal singolo Just Ain't Right e seguito da un terzo compact disc nel 2011, This Heaven Goes to Eleven, entrambi pubblicati da GMR Music.
Nel 2008 lascia il gruppo il chitarrista David Nordlander, a cui subentra Jon Sundberg. Nel 2013 suonano nuovamente al Sweden Rock Festival. Dopo questo evento il fondatore e chitarrista della band Robert Johansson abbandona la formazione.

## Stile
Nel loro stile musicale viene definito alternative metal dalla attitudine decisamente southern rock e paragonato a quello di gruppi come Alabama Thunderpussy o Brand New Sin. Riprendono anche band come Allman Brothers, Lynyrd Skynyrd e ZZ Top mischiato ad un sound nord europeo.

## Formazione

### Formazione attuale
- Jonas Åhlén - voce (1997-2003; 2007-)
- Niklas Matsson - batteria e seconda voce (2000-)
- Jon Sundberg - chitarra (2008-)
- Mats Rydström - basso e seconda voce (2000-)

### Precedente
- Robert Johansson - chitarra (1997-2013)
- David Nordlander – chitarra (1997–2008)
- Anders Sevebo – basso (1997–1999)
- Peter Tuthill – basso (1999–2002)
- Fredrik Liefvendahl – batteria (1997–2000)
- Greg Strzemka – voce (2003–2007)

## Discografia

### Album
- 2002 – Here to Save You All
- 2007 – The Second Coming
- 2011 – This Heaven Goes to Eleven